# Plagiopholis delacouri
Plagiopholis delacouri är en ormart som beskrevs av Angel 1929. Plagiopholis delacouri ingår i släktet Plagiopholis och familjen snokar. Inga underarter finns listade i Catalogue of Life.
Denna orm förekommer med flera från varandra skilda populationer i norra Vietnam och Laos. Arten lever i bergstrakter mellan 900 och 1500 meter över havet. Den vistas i skogar och i angränsande öppna landskap. Honor lägger ägg.
Troligtvis hotas beståndet av landskapsförändringar. Storleken för hela populationen är okänd. IUCN kategoriserar arten globalt som otillräckligt studerad.